# Trichomanes tenuifolia
Trichomanes tenuifolia là một loài dương xỉ trong họ Hymenophyllaceae. Loài này được Burm.f. mô tả khoa học đầu tiên năm 1768.
Danh pháp khoa học của loài này chưa được làm sáng tỏ. 